# Crassula muscosa
Espèce
Classification phylogénétique
Crassula muscosa, du latin muscosus: mousseux, (synonyme: Crassula lycopodioides Lamarck) est une plante succulente invasive, originaire d'Afrique du Sud qui appartient au genre Crassula. Cette plante est largement répandue comme petite plante ornementale d'intérieur.

## Description
Cette plante prend la forme d'un petit buisson qui peut atteindre une vingtaine de centimètres de hauteur avec des fleurs minuscules d'un jaune verdâtre.

## Quelques variétés
- Crassula muscosa var. accuminata[3]
- Crassula muscosa var. muscosa[4]
- Crassula muscosa var. rastafarii[5]
- Crassula muscosa var. sinuata[6]
- Crassula muscosa var. variegata[7]